# 8967 Calandra
A 8967 Calandra (ideiglenes jelöléssel 4878 T-1) a Naprendszer kisbolygóövében található aszteroida. Cornelis Johannes van Houten, Ingrid van Houten-Groeneveld és Tom Gehrels fedezte fel 1971. május 13-án.